# Пезмезьке сільське поселення
Пезме́зьке сільське поселення (рос. Пезмегское сельское поселение) — муніципальне утворення у складі Корткероського району Республіки Комі, Росія. Адміністративний центр — село Пезмег.

## Населення
Населення — 1066 осіб (2017, 1092 у 2010, 1245 у 2002, 1613 у 1989).

## Склад
До складу поселення входять такі населені пункти:
| Населений пункт | Населення, осіб (1989) | Населення, осіб (2002) | Населення, осіб (2010) |
| --------------- | ---------------------- | ---------------------- | ---------------------- |
| Аджером, селище | 1088                   | 840                    | 774                    |
| Пезмег, село    | 525                    | 405                    | 318                    |